# Élections municipales de 2014 à Boulogne-Billancourt
Pour un article plus général, voir Élections municipales de 2014 dans les Hauts-de-Seine.
Les élections municipales se sont déroulées les 23 et 30 mars 2014 à Boulogne-Billancourt.

## Mode de scrutin
Le mode de scrutin à Boulogne-Billancourt est celui des villes de plus de 1 000 habitants : la liste arrivée en tête obtient la moitié des 55 sièges du conseil municipal. Le reste est réparti à la proportionnelle entre toutes les listes ayant obtenu au moins 5 % des suffrages exprimés. Un deuxième tour est organisé si aucune liste n'atteint la majorité absolue et au moins 25 % des inscrits au premier tour. Seules les listes ayant obtenu aux moins 10 % des suffrages exprimés peuvent s'y présenter. Les listes ayant obtenu au moins 5 % des suffrages exprimés peuvent fusionner avec une liste présente au second tour.

## Résultats
- Maire sortant : Pierre-Christophe Baguet (UMP)
- 55 sièges à pourvoir (population légale 2011 : 116 220 habitants)

| Tête de liste                                                                                                   | Tête de liste              | Liste                    | Premier tour | Premier tour | Second tour | Second tour | Sièges |  |
| Tête de liste                                                                                                   | Tête de liste              | Liste                    | Voix         | %            | Voix        | %           | Sièges |  |
| --- | -------------------------- | ------------------------ | ------------ | ------------ | ----------- | ----------- | ------ |  |
| | Pierre-Christophe Baguet * | UMP-UDI-MoDem-NC-PCD-MPF | 18 744       | 48,76        | 20 641      | 57,84       | 44     |  |
| Majorité rassemblée pour Boulogne-Billancourt ump-udi-mouvement démocrate- nouveau centre-parti radical-pcd-mpf |                            |                          | 18 744       | 48,76        | 20 641      | 57,84       | 44     |  |
| | Pierre-Mathieu Duhamel     | DVD                      | 10 731       | 27,91        | 9 534       | 26,72       | 7      |  |
| Un vrai projet pour Boulogne-Billancourt                                                                        |                            |                          | 10 731       | 27,91        | 9 534       | 26,72       | 7      |  |
| | Pierre Gaborit             | PS-EELV-MRC              | 5 269        | 13,71        | 5 506       | 15,43       | 4      |  |
| La ville citoyenne                                                                                              |                            |                          | 5 269        | 13,71        | 5 506       | 15,43       | 4      |  |
| | Julien Dufour              | FN                       | 2 378        | 6,19         |             |             |        |  |
| Boulogne Billancourt bleu Marine                                                                                |                            |                          | 2 378        | 6,19         |             |             |        |  |
| | Isabelle Goïtia            | FG                       | 1 321        | 3,44         |             |             |        |  |
| L'humain d'abord à Boulogne-Billancourt                                                                         |                            |                          | 1 321        | 3,44         |             |             |        |  |
| |                            |                          |              |              |             |             |        |  |
| Inscrits | Inscrits                   | Inscrits                 | 72 373       | 100,00       | 72 373      | 100,00      |        |  |
| Abstentions | Abstentions                | Abstentions              | 32 909       | 45,47        | 35 624      | 49,22       |        |  |
| Votants | Votants                    | Votants                  | 39 464       | 54,53        | 36 749      | 50,78       |        |  |
| Blancs et nuls                                                                                                  | Blancs et nuls             | Blancs et nuls           | 1 021        | 2,59         | 1 068       | 2,91        |        |  |
| Exprimés | Exprimés                   | Exprimés                 | 38 443       | 97,41        | 35 681      | 97,09       |        |  |
| * Liste du maire sortant                                                                                        |                            |                          |              |              |             |             |        |  |